# 鹿島神社 (土浦市沖宿町)
鹿島神社（かしまじんじゃ）は、茨城県土浦市沖宿町にある神社。旧社格は村社。

## 祭神
- 武甕槌命

## 歴史
創建は鎌倉時代とされ、江戸時代には、神祇官の卜部兼成より正一位の位を授けられている。

## 祭事
- 1月1日‐元旦祭
- 毎年10月第二土曜の夜・第二日曜‐例大祭

## 境内社
- 小森神社

小森神社には、源義経が兄頼朝に鎌倉を追われ奥州へ下った際、小森神社に隠れ匿ってもらったお礼として、平敦盛が愛用していた「青葉の笛」と武蔵坊弁慶が書写したという「大般若波羅密多経」を鹿島神社に奉納したという伝説が残っている。大般若波羅密多経はその後、沖宿町内の神宮寺に移り、廃寺となったため海蔵寺に移り、現在は茨城県指定有形文化財となっている。
- 八幡神社

その他多数

## ギャラリー

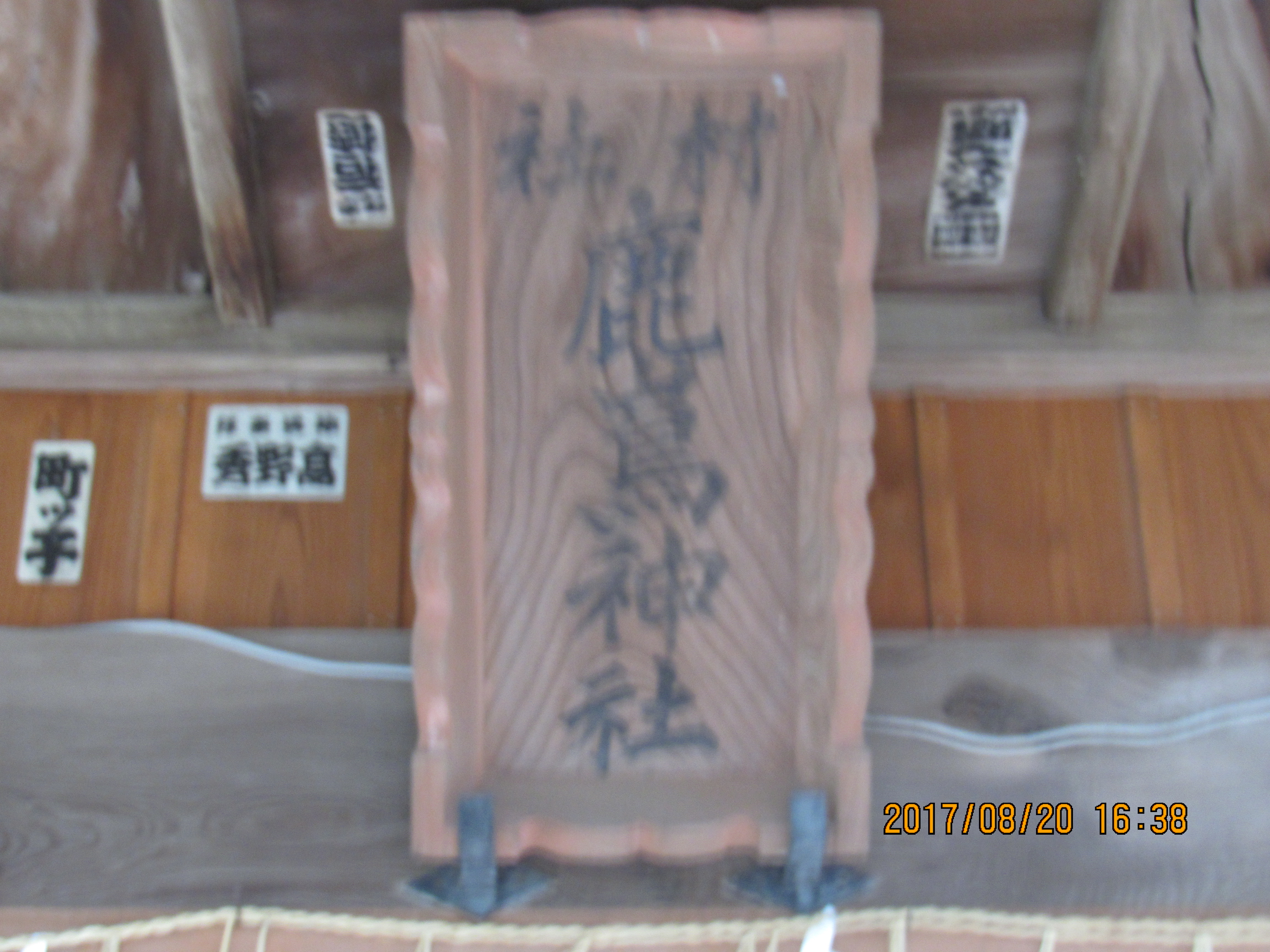
旧村社である。
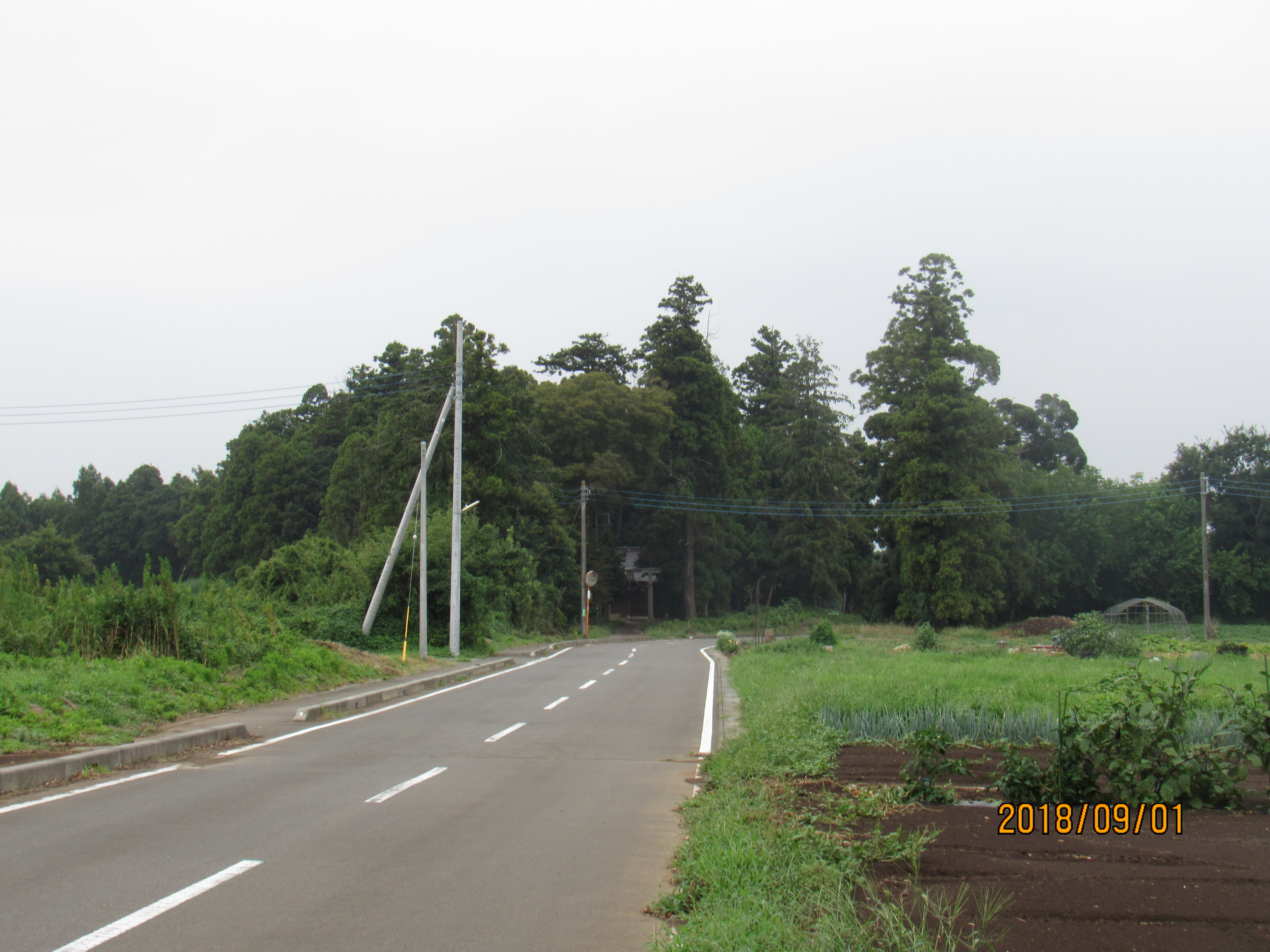
かつての参道から、鹿島神社がある林を望む。
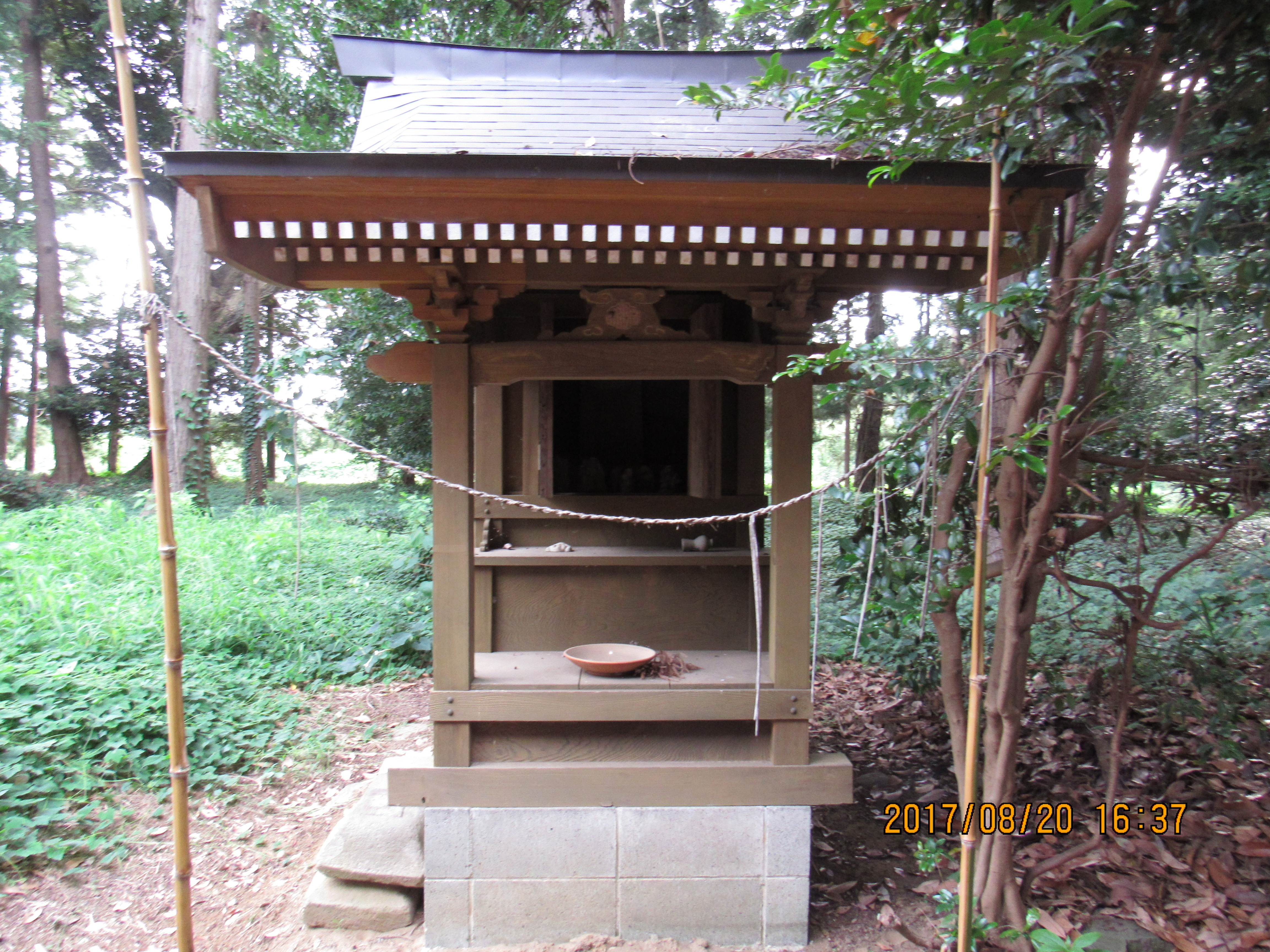
摂社である八幡神社。
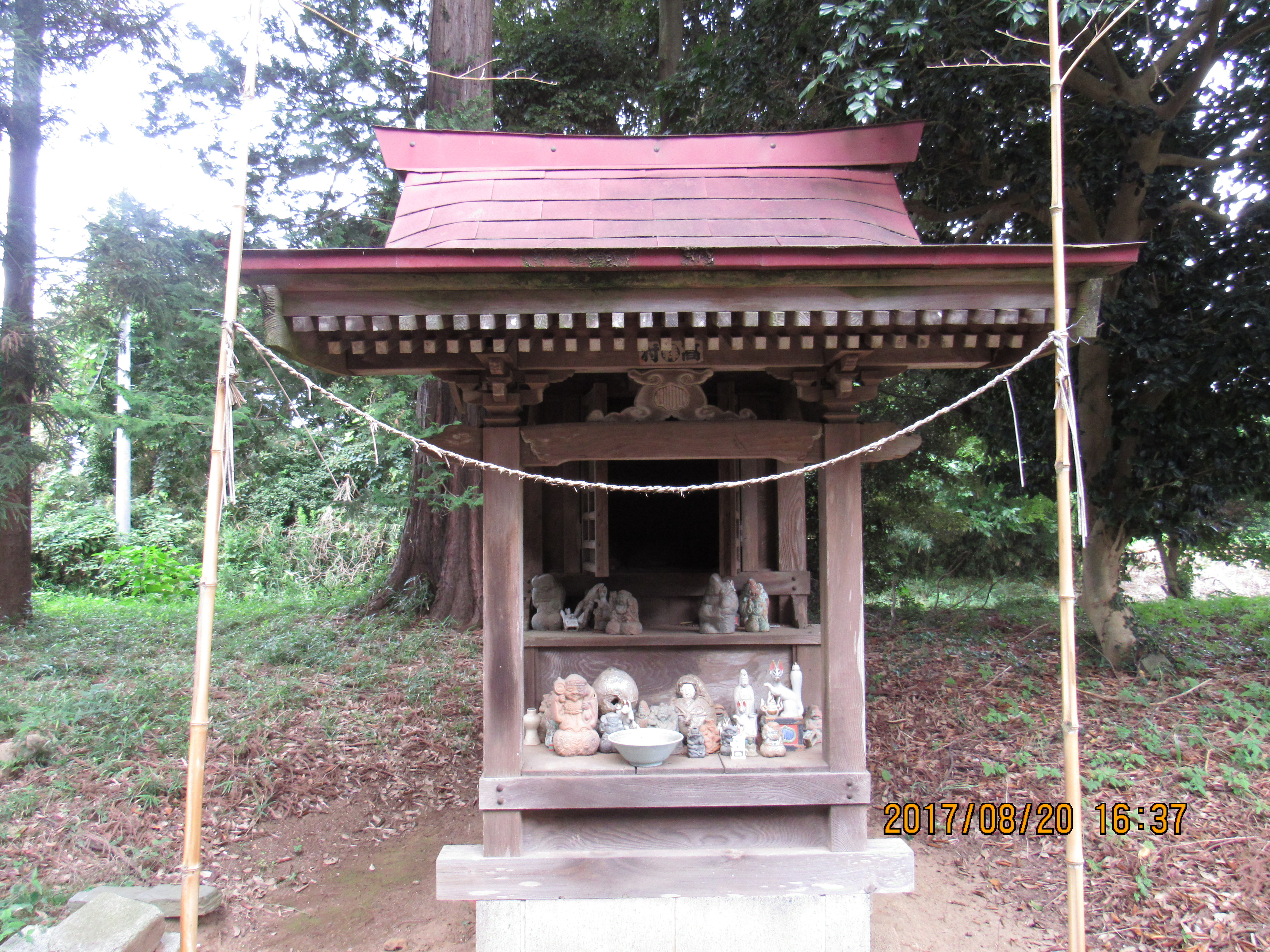
摂社である小森神社。